# يوسف صفرا
يوسف صفرا (1 سبتمبر 1938 في بيروت - 10 ديسمبر 2020 في ساو باولو) كان مصرفيًا ورجل أعمال لبنانيًا برازيليًا من أصل سوري، يدير إمبراطورية مصارف واستثمارات في البرازيل تحت اسم مجموعة صفرا. كان رئيسًا لجميع شركات صفرا، من بينها مصرف صفرا نيويورك الوطني ومصرف صفرا المتخذ من ساو باولو في البرازيل مقراً له. في أغسطس 2020 ذكرت مجلة فوربس أن صافي ثروة صفرا يُقدر بنحو 22.8 مليار دولار أمريكي، ويأتي في المركز 52 في قائمة أثرياء العالم وكان الأثرى في البرازيل.

## حياته وعمله
ولد يوسف صفرا ونشأ في بيروت وكان الابن التاسع والأصغر ليعقوب إلياهو وإستر طيرة صفرا في عائلة من اليهود الشرقيين. أصول العائلة تعود إلى مدينة حلب في سوريا وهذا ما ترويه العائلة عن أصلها في التقارير السنوية لمصرف جي صفرا سراسن التابع لعائلة صفرا، وقد ازدهرت أعمالها في زمن العثمانيين من خلال المعاملات الائتمانية المصرفية وتمويل تجارة القوافل بين حلب وبيروت والإسكندرية وإسطنبول في عهد الدولة العثمانية، وحيث أدارت في منتصف القرن التاسع عشر مصرف الإخوة صفرا وشركائهم (Safra Frères et Cie) مع فروع في القسطنطينية والإسكندرية وغيرها. في بيروت أسس والد يوسف صفرا المقر الجديد للشركة العائلية مصرف يعقوب صفرا عام 1929. توفيت والدة يوسف صفرا عندما كان يبلغ من العمر خمس سنوات، وتزوج والده لاحقًا. من عام 1949 استقرت الأسرة أولاً في ميلانو ومن عام 1952 في البرازيل.
عام 1954 بدأ الأب يعقوب صفرا مع ابنه إدموند في العمل في مجال الخدمات المالية في ساو باولو. غادر إدموند البرازيل بعد ذلك بوقت قصير وأسس بنك تنمية التجارة في جنيف عام 1956 وبنك جمهورية نيويورك الوطني في مدينة نيويورك عام 1966. لاحقا انتقل يوسف وشقيقه مويس أيضًا إلى البرازيل واشتريا أسهم أخيهما الأكبر في الأعمال التجارية في البرازيل بعد وفاة والدهم في عام 1963.
ومع ذلك، سرعان ما انفصل إدموند عن أخويه يوسف ومويز وتوجه إلى مدينة نيويورك حيث أسس بنك جمهورية نيويورك الوطني [الإنجليزية] (الذي باعه لاحقًا إلى إتش إس بي سي في عام 1999 وتبرع بمعظم أمواله لمؤسسة إدموند صفرا). أسس يوسف صفرا بنكو صفرا في عام 1955 ويقال إنه اليوم سادس أكبر بنك خاص في البرازيل. ظل رئيسًا لمجموعة صفرا، حيث كان يقدم خدمات مصرفية في جميع أنحاء أوروبا وأمريكا الشمالية وأمريكا الجنوبية، حتى نهاية حياته.
استحوذ يوسف صفرا على باقي أسهم شركات مجموعة صفرا من شقيقه مويس صفرا. احتفظ الأخوان بمساهمة في فيبريا سليلوز [الإنجليزية].
توفي يوسف صفرا في 10 ديسمبر 2020 عن عمر ناهز 82 عامًا.

## ممتلكاته
في عام 2013، استحوذت عائلة يوسف صفرا على أكثر من عشرة عقارات في الولايات المتحدة، وخاصة في مدينة نيويورك. كما أنهم يمتلكون محفظة من العقارات التجارية في البرازيل.
في عام 2014، دفعت مجموعة صفرا أكثر من 700 مليون جنيه إسترليني لشراء ذا غيركين، أحد أكثر الأبراج تميزًا في مدينة لندن.

## المقتنيات التجارية
- فيبريا سليلوز [الإنجليزية]
- شيكيتا
- مجموعة صفرا [الإنجليزية]
  - بنكو صفرا
  - جيه صفرا ساراسين [الإنجليزية]
  - بنك صفرا الوطني في نيويورك [الإنجليزية]

## الحياة الشخصية
كان يوسف صفرا يعيش في جنيف بسويسرا.
أنجب أربعة أولاد: يعقوب يوسف صفرا [الإنجليزية]، إستر صفرا (متزوجة من كارلوس ديان، ابن ساسون ديان)، ألبرتو يوسف صفرا، ديفيد يوسف صفرا. يُعد يوسف مسؤولاً عن جميع العمليات الدولية خارج البرازيل بينما يدير ديفيد وألبرتو مصرف بنكو صفرا في البرازيل.